# Dok čekaš sabah sa šejtanom
Dok čekaš sabah sa šejtanom drugi je studijski te prvi dvostruki album bosanskohercegovačkog rock sastava Zabranjeno pušenje objavljen 11. lipnja 1985. godine u izdanju Jugotona.

## Popis pjesama
Izvor: Discogs
| 1. | »Stanje šoka«                   | Davor Sučić        | Sučić, Dražen Janković | 3:10 |
| 2. | »Djevojčice kojima miriše koža« | Sučić, D. Janković | Sučić, D. Janković     | 3:51 |
| 3. | »Lutka sa naslovne strane«      | Sučić              | Sučić                  | 3:32 |
| 4. | »Dok čekaš sabah sa šejtanom«   | Sučić              | Sučić, D. Janković     | 4:43 |

| 1. | »Dok jezdiš ka Alemanji« | Sučić, D. Janković                  | Sučić, D. Janković | 3:07 |
| 2. | »Ibro dirka«             | Sučić                               | Sučić, D. Janković | 3:20 |
| 3. | »Kuhinja«                | Sučić                               | Sučić              | 3:20 |
| 4. | »Ne Me Quitte Pas«       | Jacques Brel, Zenit Đozić           |                    | 0:10 |
| 5. | »Učini da budem vuk«     | Sučić, Nenad Janković, Mladen Mitić | Sučić, D. Janković | 3:40 |
| 6. | »Baš Čelik (Prvi Dio)«   | Sučić, Jure Kaštelan                | Sučić, N. Janković | 2:25 |

| 1. | »Brut«                        | Sučić, Mirko Srdić  | Sučić, D. Janković | 2:29 |
| 2. | »Radost prvog žita«           | Sučić, Ognjen Gajić | Sučić              | 3:34 |
| 3. | »Ujka Sam«                    | Sučić, N. Janković  | Sučić, N. Janković | 3:40 |
| 4. | »Nedelja kada je otišao Hase« | Sučić, N. Janković  | Sučić              | 4:07 |

| 1. | »Sanjao sam noćas da te imam«   | Sučić, Srdić    | Sučić              | 3:31 |
| 2. | »Kažu mi da novog frajera imaš« | Sučić, Srdić    | Sučić, D. Janković | 3:42 |
| 3. | »Gospođa Brams«                 | Sučić           | Sučić, D. Janković | 3:41 |
| 4. | »Baš Čelik (Drugi Dio)«         | Sučić, Kaštelan | Sučić, D. Janković | 2:43 |

## Izvođači i osoblje
Preneseno s omota albuma.
| Zabranjeno pušenje - Mladen Mitić – bas-gitara, prateći vokal - Predrag Rakić – bubnjevi - Mustafa Čengić – električna gitara, prateći vokal - Ognjen Gajić – saksofon, flauta, klavijature - Zenit Đozić – konge, prateći vokal - Davor Sučić – ritam gitara - Nele Karajlić – vokal - Dražen Janković – klavijature, prateći vokal Gostujući glazbenici - Stanko Juzbašić – sintisajzer (skladbe B6, D4) - Senad Galijašević – prateći vokal (skladbe B6, D4) |  | Produkcija - Mahmut "Paša" Ferović – produkcija - Vladimir Smolec – tonski majstor - Dragan Čačinović "Čač" – snimanje Dizajn - Srđan Velimirović – dizajn - Elvedin Kantardžić – fotografija |